# Al-Udayd
Al-Udayd (àrab: العديد, al-ʿUdayd) és una petita població del sud de Qatar, dins el municipi d'Al Wakrah, a la riba del Khwar al-Udayd, ‘Badia d'al-Udayd’, al qual dona nom, en una zona que fins fa uns anys era de sobirania indefinida entre Qatar i Abu Dhabi però finalment va quedar dins del territori del primer per un acord fronterer entre els dos estats. El khwar o badia, una entrada del Golf Pèrsic dins la península Aràbiga, és avui dia una reserva natural.